# Garder la tête haute
Pour plus de détails, voir Fiche technique et Distribution.
Garder la tête haute est un documentaire français réalisé par Martine Gonthié, sorti en 2006.

## Synopsis
Au cours de l'été 2003, l'usine STMicroelectronics de Rennes qui emploie 600 personnes est confrontée à un plan de restructuration qui conduira à la fermeture du site. Le film retrace la lutte des salariés, menée par l'un d'entre eux, sans passé militant ni syndical, qui se trouvera porté sur le devant de la scène et saura trouver des formes d'actions originales.

## Fiche technique
- Réalisation : Martine Gonthié
- Scénario : Martine Gonthié
- Sociétés de production : Vivement lundi !, TV Rennes, France 3 Ouest
- Éditeur en DVD : Vivement lundi !
- Distribution : France Télévisions
- Pays d'origine :   France
- Langue : français
- Format : DV Cam
- Durée : 52 minutes
- Date de diffusion : 23 mai 2006 sur France 3